# Myiozetetes
Myiozetetes é um pequeno gênero de pássaros passeriformes da família Tiranídeos. Este gênero apresenta 4 espécies que ocorrem na América Central e na América do Sul. São conhecidos pelo nome Bentevizinho, Bem-Te-Vi e Papa Mosca.

## Taxonomia
O gênero Myiozetetes foi introduzido pelo zoólogo inglês Philip Sclater em 1859 com o Bentevizinho-de-asa-ferrugínea como espécie-tipo. O nome do gênero combina o Grego Antigo muias "mosca" e zētētēs "pesquisador".

## Descrição
As aves deste gênero tem 16 a 18cm de comprimento e pesam 24 a 30g. As partes superiores são marrom-oliva, e as asas e a cauda são marrons com leves faixas alaranjadas. As partes inferiores são amarelas e a garganta é branca. Os pássaros jovens não têm a faixa alaranjada na coroa e têm franjas castanhas nas penas das asas e da cauda.
A melhor distinção entre as espécies é o padrão da cabeça: Bentevizinho-de-asa-ferrugínea e de-penacho-vermelho tem uma coloração amarela viva no ventre e uma listra branca no alto da cabeça como o Bem-te-vi. Já os Bem-te-vi-de-cabeça-cinza e Barulhento tem a cabeça acinzentada, o primeiro tendo a coloração branca esvaída.
Os papa-moscas Myiozetetes costumam decolar de seus poleiros para capturar insetos em voo. Às vezes eles pairam para pegar pequenas frutas. Eles se reproduzem em cultivos, pastagens e florestas abertas, seus ninhos são esféricos, com uma entrada frontal e são construídos em um arbusto, árvore ou edifício alto. O ninho é geralmente construído perto de um ninho de vespa, abelha ou formiga, ou do ninho de outro papa-moscas tiranídeo. O local do ninho geralmente fica próximo ou sobre a água. A ninhada típica é composta por dois a quatro ovos marrons, beges com pintas lilás, ou brancos, que são colocados entre fevereiro e junho.

### Espécies
O gênero contém quatro espécies:
| Imagem | Nome científico          | Nome comum                       | Distribuição |
| ------ | ------------------------ | -------------------------------- | ------------ |
|        | Myiozetetes cayanensis   | Bentevizinho-de-asa-ferrugínea   |              |
|        | Myiozetetes similis      | Bentevizinho-de-penacho-vermelho |              |
|        | Myiozetetes granadensis  | Bem-te-vi-de-cabeça-cinza        |              |
|        | Myiozetetes luteiventris | Bem-te-vi-barulhento             |              |